# Digital Surf
Digital Surf ist eine 1989 gegründete französische Software-Firma, die hauptsächlich für ihre MountainsMap-Software bekannt ist. Diese wird als OEM-Software von den meisten Herstellern von Profilometern und Mikroskopen als integrierter oder optionaler Bestandteil ihrer Instrumente angeboten.

## Geschichte
Digital Surf wurde 1989 in Besançon, Frankreich gegründet, und machte sich zuerst einen Namen als Hersteller kontaktloser 3D-Laser-Profilometer. 1992 schloss Digital Surf einen ersten Vertrag zum Verkauf der Oberflächenanalyse-Software seiner Profilometer durch einen anderen Profilometer-Hersteller ab (die Firma Taylor-Hobson). Dieser Vertrag machte aus Digital Surf einen OEM-Software-Hersteller (damals nur für MS-DOS und Macintosh-II-Plattformen).

## MountainsMap
1997 brachte Digital Surf eine neue Software-Plattform auf den Markt, für Windows 95, unter dem Namen Mountains technology. Auch andere Profilometer-Hersteller wie Hommel-Etamic (Jenoptik) oder KLA Corporation fingen mit der Vermarktung des Produktes an.
Im Jahre 2009 beschloss Digital Surf, die Herstellung von Profilometern einzustellen, um sich komplett auf die Analyse-Software zu konzentrieren.
2010 wurde MountainsMap als integrierte oder optionale OEM-Oberflächenanalyse-Software von ca. 20 Herstellernvertrieben, wie zum Beispiel Ametek-Taylor-Hobson, Agilent, Jenoptik, KLA Corporation, Leica, Mitaka Kohki, Nikon, oder Zeiss.
Digital Surf hat bei der Erstellung der Norm ISO 25178 mitgearbeitet, in der neue 3D-Oberflächen-Textur-Parameter definiert und beschrieben werden.